# Rolf Hübler

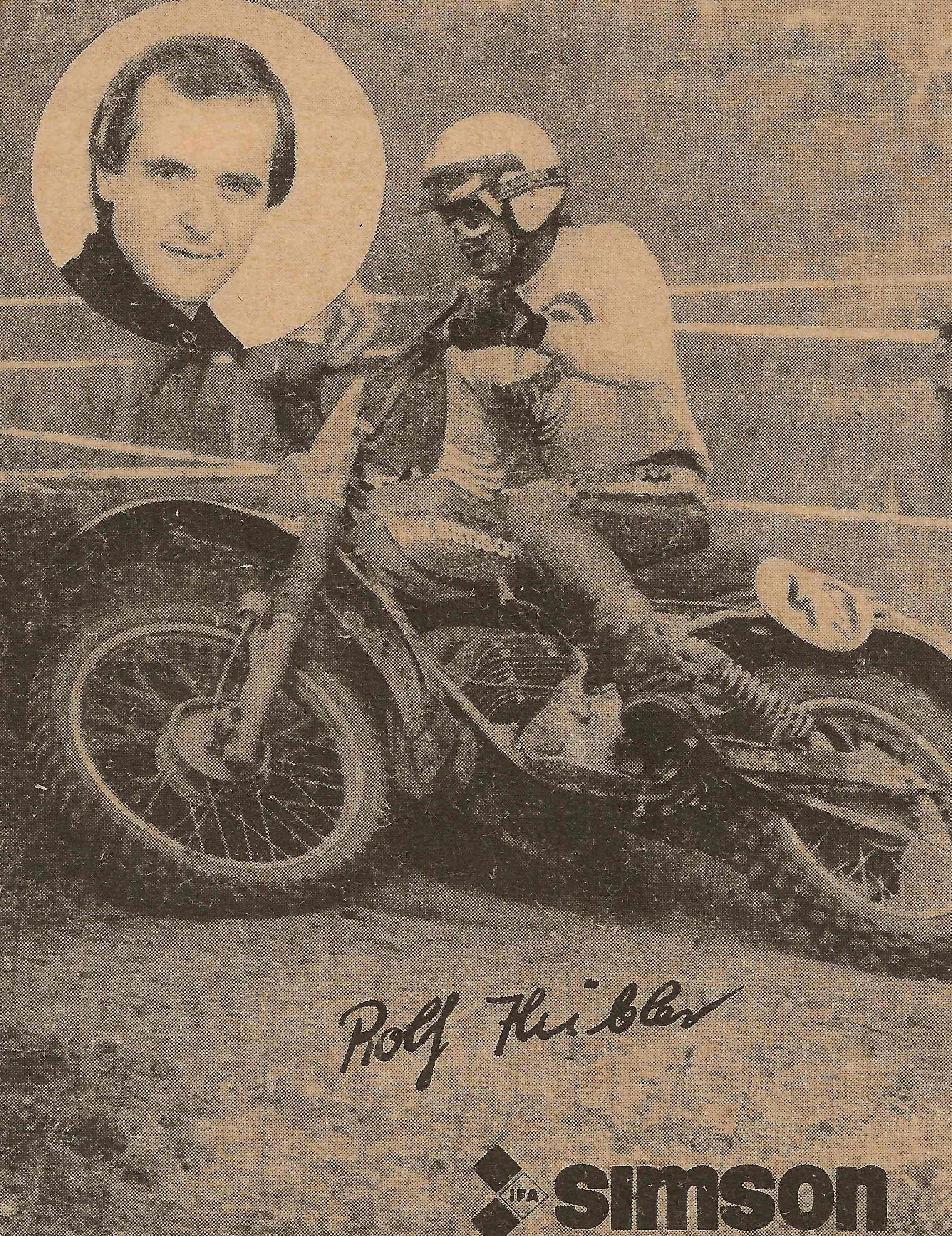
Rolf Hübler

Rolf Hübler (* 31. Mai 1956 in Waldkirchen; † 14. Januar 2013 ebenda) war ein deutscher Endurosportler. Während seiner Karriere wurde er 1984 und 1985 Europameister. Außerdem errang er fünf nationale Titel.

## Sportlicher Werdegang
1974 begann Rolf Hübler mit Unterstützung seines Bruders Walter bei der GST des Zschopauer Motorradwerkes mit dem Endurosport. In der Ausweisklasse bis 250 cm³ der DDR-Meisterschaft belegte der gelernte Agrotechniker auf Anhieb den zweiten Platz. Bereits ein Jahr später wurde Rolf DDR-Vizemeister in der 125er Lizenzklasse.
Nach seiner Armeezeit war er 1977 ins Werksteam von Simson Suhl berufen worden. 1978 bestritt er seine erste Internationale Sechstagefahrt. Nach einem dritten und zweiten Platz in den beiden Vorjahren wurde Rolf 1980 zum ersten Mal DDR-Meister. Als Mitglied des Trophy-Teams war er 1981 Dritter der Mannschafts-Weltmeisterschaft. Bei den nächsten Six Days gelang ihm auf seiner Simson der Gewinn der Klassenwertung bis 125 cm³, ein Jahr darauf der Erfolg mit der Fabrikmannschaft. 1984 wie auch 1985 belegte er mit dem Trophy-Sextett erneut den dritten Platz der Mannschafts-Weltmeisterschaft.
1979 und 1983 errang Rolf Hübler Bronze bei der Europameisterschaft. Seine größten Erfolge gelangen ihm in den beiden darauf folgenden Jahren. Sowohl 1984 als auch 1985 wurde er überlegen Europameister der Klasse bis 125 cm³. 1986 kam er noch einmal auf Rang drei.
1983 bis 1986 wurde Rolf ohne Unterbrechung DDR-Meister der Achtelliterklasse.
Nach dem Finale 1986 hängte er seinen Helm an den berühmten Nagel. In 13 aktiven Jahren entwickelte er sich zu einem der besten internationalen Endurofahrer. Mit dem Karriereende kehrte Rolf in seine Erzgebirgsheimat zurück und stellte seine Erfahrungen dem Motorradwerk in Zschopau als Versuchsfahrer zur Verfügung.